# Roman Kreuziger
Roman Kreuziger (* 6. května 1986 Moravská Třebová), přezdívaný Křižák, je bývalý český silniční profesionální cyklista. Cyklistice se věnuje od jedenácti let, kdy dostal silniční kolo, v té době ještě jezdil pod dohledem svého otce Romana Kreuzigera, někdejšího juniorského mistra světa v cyklokrosu.
Po ukončení kariéry profesionálního jezdce v říjnu 2021 se stal sportovním ředitelem stáje Bahrain Victorious.

## Kariéra

### Juniorská léta
V roce 2004 vyhrál silniční závod juniorů na MS v silniční cyklistice.

### Liquigas (2006–2010)
Po velmi úspěšné juniorské kariéře se v roce 2006 stal profesionálním jezdcem. Roku 2007 byl druhý v prologu Paříž–Nice a získal tím svoje první 2 ProTour body. Jeho prvním profesionálním vítězstvím byla 1. etapa závodu Settimana Ciclista Lombarda. Svoje 2. místo z prologu Paříž–Nice zopakoval na prologu Kolem Romandie a díky výdrži v horách i excelentnímu 6. místu v závěrečné časovce si Kreuziger vydobyl celkově 6. pozici v tomto závodě. Byl též částí výběru v časovce družstev v Eindhovenu, kde si Liquigas (ve složení Magnus Bäckstedt, Mauro Da Dalto, Roman Kreuziger, Aljaksandr Kučynski, Vincenzo Nibali, Roberto Petito, Manuel Quinzato a Frederik Willems) dojel pro 5. místo. Následně odjel na závod Kolem Dánska, kde byl druhý v závěrečné časovce a celkově obsadil 11. místo. V září zkusil svoji první z Grand Tours – Vueltu, dojel 21., těsně za Pro Tour body. V horách předvedl výborný výkon, jen v časovkách zajel hůře, než se předpokládalo.[zdroj?]
Na začátku roku 2008 ho zbrzdilo zranění, ale do plné formy se vrátil v závodě Kolem Romandie, kde obsadil druhé místo v celkové klasifikaci 35 sekund za vítězným Němcem Klödenem. V tomto roce si připsal vítězství na etapovém závodě Tour de Suisse, a to jako jeho vůbec nejmladší vítěz v historii tohoto závodu. Na Tour de France skončil v celkové klasifikaci na dvanáctém místě a v soutěži jezdců do 25 let druhý. Na Olympijských hrách v Pekingu v roce 2008 dojel pětačtyřicátý.
V roce 2008 se stal podruhé králem české cyklistiky.
Na jaře roku 2009 spustil své první oficiální internetové stránky. Na Tour de France skončil v celkovém pořadí na 9. místě se ztrátou 14:16 na vítězného Alberta Contadora, v kategorii do 25 let skončil 3. se ztrátou 10:05 na vítězného Andy Schlecka.
V únoru roku 2010 vyhrál celkové pořadí závodu Kolem Sardinie, a také jeho 2. etapu. Na závodě Paříž–Nice skončil celkově čtvrtý a vyhrál celkové pořadí mladých jezdců.
V červenci na slavném závodu Tour de France obsadil 9. místo se ztrátou 11:54 na vítězného Alberta Contadora.

### Astana (2011–2012)
Před sezónou 2011 vyjádřil touhu atakovat stupně vítězů na Giro d'Italia. Sezónu započal závody Volta ao Algarve a Paříž–Nice. Ostrým testem pro něj byl etapový závod Giro del Trentino, kde zvítězil v poslední etapě a navíc získal prvenství ve vrchařské soutěži. O dva dny později navíc získal 4. místo na poslední z ardenských klasik, závodě Lutych-Bastogne-Lutych.

I přesto, že nesplnil své předsezonní cíle, na Giru předvedl velmi dobrý výkon, získal 6. místo v celkové klasifikaci a navíc zvítězil v kategorii do 25 let, a získal tak bílý trikot. Po závodě se nechal slyšet, že pokud bude zdráv, hodlá absolvovat i nejprestižnější etapový závod současnosti - Tour de France. Tak se také stalo a 2. července se Roman Kreuziger postavil na start Tour de France s cílem pomoct k co nejlepšímu celkovému umístění Alexandru Vinokurovi. Za svůj osobní cíl si Roman stanovil etapové vítězství. Hned v jedné z prvních etap ale Roman spadl a poranil si zápěstí (po závodě byla odhalena mikrofraktura člunkové kosti), což výrazně ovlivnilo jeho výkony v dalších etapách. O pár etap později navíc Vinokurov spadl, zlomil si stehenní kost a Tour de France pro něj skončila. Kreuziger chtěl pokračovat a vyhrát alespoň etapu, ale zbytkem závodu už se spíše protrápil, etapu nevyhrál a celkově se ztrátou přes tři hodiny skončil 112. Později se přišlo na to, že Kreuziger odjel skoro celou Tour se zlomenou rukou.

Roman Kreuziger (vlevo) s Janem Bártou (uprostřed) během cyklistického silničního závodu jednotlivců na LOH 2012 v Londýně

V roce 2012 měl v plánu jet závody Giro d'Italia a Vuelta a España a vynechat Tour de France. Na týdenním etapovém závodě Tierreno-Adriatico skončil celkově třetí. Podle plánu startoval na Giru, na kterém nesplnil roli lídra a celkově skončil až na 15. místě. Vyhrál 19. etapu, ve které už ale nebyl hrozbou pro čelo závodu.
Na olympiádě v Londýně reprezentoval spolu s Janem Bártou, s čímž on sám ostře nesouhlasil. V samotném závodě jel aktivně, do cíle dorazil 15. Po dojezdu pak v rozhovoru prohlásil, že by bylo neslušné sjíždět uniklého Vinokurova, který jezdí za stejnou stáj. Následně rezolutně odmítl, že by na olympiádě Vinokurovi pomáhal.

### Team Saxo–Tinkoff (2013–2016)
Roku 2013 přestoupil do stáje Saxo–Tinkoff, se kterou podepsal tříletý kontrakt a stává se spolujezdcem Alberta Contadora. 14. dubna vyhrál jarní klasiku Amstel Gold Race. Na nejvýznamnější cyklistickou akci Tour de France jel Kreuziger jako superdomestik Alberta Contadora a dařilo se mu výborně. Ve většině etap byl lepší než lídr týmu, a kdyby nebyl svazován týmovou strategií, pravděpodobně by ho porazil. Jeho nejlepším etapovým výsledkem bylo 4. místo v horské časovce. Jeho tým Saxo–Tinkoff ovládl klasifikaci týmů. On sám obsadil celkově 5. místo. Po 17. etapě dokonce v průběžném pořadí figuroval na 3. místě a stal se tak prvním Čechem, který kdy dokázal být alespoň v průběžném pořadí na virtuálním pódiu Tour.
Rok 2014 Kreuziger započal 8. místem na Tour of Oman. Poté jel na Tirreno–Adriatico jako podpora Alberta Contadora. Jeho týmový parťák závod vyhrál, on sám skončil celkově 3. Následně se účastnil Valonského šípu, Lutych-Bastogne-Liege a Tour de Suisse - na všech třech závodech se umístil v první desítce.
V červnu 2014 jeho stáj Tinkoff–Saxo oznámila, že Kreuziger byl dočasně suspendován poté, co UCI zpochybnila abnormality v jeho biologickém pasu. UCI původně upozorňovala na problémy v jeho biologických datech ze sezón 2011 a 2012 prostřednictvím dopisu z června 2013, na který Kreuziger odpověděl v říjnu 2013, i když se hodnoty nedostaly mimo rozsah biologického pasu, který určuje, jaké hodnoty by měly mít vzorky získané od cyklistů. UCI na to následně navázala v květnu 2014. To Kreuzigerovi znemožnilo jet Tour de France a Tour de Pologne. V srpnu 2014 Mezinárodní sportovní arbitráž zamítla Kreuzigerovo odvolání, aby mohl startovat na Vueltě a España. Rozhodčí komise Českého olympijského výboru 22. září dospěla k názoru, že neporušil antidopingová pravidla. UCI a Světová antidopingová agentura se v říjnu 2014 proti rozhodnutí odvolaly k Mezinárodní sportovní arbitráži. Případ byl oběma úřady stažen dne 5. června 2015. Kreuziger se tak v roce 2015 mohl zúčastnit Tour de France, kde skončil na 17. místě.
V roce 2016 skončil celkově 6. na Vuelta a Andalucía a 10. na Tirreno–Adriatico. Následně se stal Mistrem České republiky v silničním závodu mužů a v dresu národního šampiona pak na své poslední Tour de France za tým Tinkoff skončil celkově desátý.

### Orica–Scott (2017–2018)
Kvůli avizovanému zániku týmu Tinkoff na konci roku 2016 v srpnu téhož roku Orica–Scott oznámila „game-changing signing,“ kdy s Kreuzigerem uzavřela dvouletou smlouvu, která měla vejít v platnost na začátku roku 2017 a skončit na konci roku 2018. Ve své první sezóně v týmu získal Kreuziger jediné vítězství, a to na Pro Ötztaler 5500.
V roce 2018 zaznamenal umístění v první desítce ve třech závodech ardenských klasik, včetně 2. místa na Amstel Gold Race, když prohrál sprint proti jeho někdejšímu kolegovi, Michaelu Valgrenovi. Skončil také na 6. místě v silničním závodě na Mistrovství světa v Innsbrucku.

### Team Dimension Data (2019–2020)
Roku 2019 přestoupil do jihoafrické stáje Dimension Data. Ve stejném roce se umístil na 16. místě na Tour de France.
O rok později nezaznamenal žádný výrazný výsledek. Svoji poslední Tour dokončil jako 109.

### Gazprom–RusVelo (2021)
V roce 2021 přestoupil do ruského Gazpromu. Ani zde si však žádný výrazný výsledek nepřipsal. Po ukončení kariéry profesionálního jezdce v říjnu téhož roku se stal sportovním ředitelem stáje Bahrain Victorious.

## Úspěchy[20]
| - Mistr světa do 19 let v silničním závodu - Mistr České republiky do 19 let v silničním závodu - Mistr České republiky do 19 let v časovce jednotlivců - 2. na Mistrovství světa do 19 let v časovce jednotlivců - 2. na Mistrovství světa do 19 let v cyklokrosu - Vítěz 2.etapy Settimana Lombarda - 2. v prologu Paříž–Nice - 21. celkově na Vuelta a España - Celkový vítěz Kolem Švýcarska - 2. celkově na Kolem Romandie - 12. celkově na Tour de France - Celkový vítěz Kolem Romandie - vítěz 4. etapy - vítěz hodnocení mladých jezdců - 2. na Clásica de San Sebastián - 3. celkově na Kolem Švýcarska - 9. celkově na Tour de France - 3. v hodnocení mladých jezdců - 10. celkově na Vuelta al País Vasco - Celkový vítěz na Kolem Sardinie - vítěz 2. etapy - 4. celkově na Paříž–Nice - vítěz hodnocení mladých jezdců - 5. na Amstel Gold Race - 9. celkově na Tour de France - 3. v hodnocení mladých jezdců | - Giro del Trentino - vítěz 4. etapy - vítěz vrchařské soutěže - 4. na Lutych-Bastogne-Lutych - 5. celkově na Giro d'Italia - vítěz hodnocení mladých jezdců - 6. na Strade Bianche - 3. celkově na Tirreno - Adriatico - Vítěz 19. etapy na Giro d'Italia - Vítěz Amstel Gold Race - 3. celkově na Kolem Švýcarska - 5. celkově na Tour de France - 3. na Clásica de San Sebastián - 3. celkově na Tirreno - Adriatico - Mistr České republiky v silničním závodu mužů - Vítěz Pro Ötztaler 5500 - 2. na Amstel Gold Race |

### Umístění v celkové klasifikaci na Grand Tours
| Grand Tour      | 2007 | 2008 | 2009 | 2010 | 2011 | 2012 | 2013 | 2014 | 2015 | 2016 | 2017 | 2018 | 2019 | 2020 |
| --------------- | ---- | ---- | ---- | ---- | ---- | ---- | ---- | ---- | ---- | ---- | ---- | ---- | ---- | ---- |
| Giro d'Italia   | —    | —    | —    | —    | 5    | 15   | —    | —    | 28   | —    | —    | 55   | —    | —    |
| Tour de France  | —    | 12   | 8    | 7    | 112  | —    | 5    | —    | 17   | 10   | 24   | —    | 16   | 109  |
| Vuelta a España | 21   | —    | 61   | 28   | —    | —    | DNF  | —    | —    | —    | —    | —    | —    | —    |

| —   | Neúčastnil se |
| DNF | Nedokončil    |